# Coupe intercité Dublin-Belfast
La Coupe intercité Dublin-Belfast ou  Dublin and Belfast Inter-city Cup est une ancienne compétition transfrontalière mettant aux prises des clubs irlandais et nord-irlandais. Elle s’est déroulée 8 années consécutivement entre 1941 et 1949. 6 équipes de chacune des deux fédérations prenaient part à la compétition.
La coupe se déroulait sous la forme d’un tableau d’élimination directe avec des matchs aller-retour. Dalymount Park était le stade de toutes les équipes issues du championnat d'Irlande de football
C’était une compétition extrêmement populaire permettant de satisfaire le public et les sportifs en manque de football alors que, à cause de la Seconde Guerre mondiale le championnat d'Irlande du Nord de football étaient suspendus. Elle permettait dans le même temps aux clubs participants de revoir des revenus complémentaires assez importants.

## Les finales
- 1941-42 Dundalk FC 1-0 Shamrock Rovers
- 1942-43 Shamrock Rovers 2-2 Bohemian FC (sur l’ensemble des deux matchs, les Shamrock Rovers l’emportent au nombre de corners obtenus)
- 1943-44 Glentoran 5-4 Belfast Celtic (sur l’ensemble des deux matchs)
- 1944-45 Bohemians 3-2 Belfast Celtic (sur l’ensemble des deux matchs)
- 1945-46 Shamrock Rovers 3-2 Belfast Celtic (sur l’ensemble des deux matchs)
- 1946-47 Shamrock Rovers 4-1 Drumcondra FC (sur l’ensemble des deux matchs)
- 1947-48 Belfast Celtic et Distillery FC déclarés vainqueurs ex æquo
- 1948-49 Shamrock Rovers   3-0 Dundalk FC

### Tableau des finalistes
| Club            | Vainqueurs | Finalistes |
| --------------- | ---------- | ---------- |
| Shamrock Rovers | 4          | 1          |
| Belfast Celtic  | 1*         | 3          |
| Dundalk FC      | 1          | 1          |
| Bohemian FC     | 1          | 1          |
| Glentoran       | 1          | 0          |
| Distillery FC   | 1*         | 0          |
| Drumcondra FC   | 0          | 1          |

- Inclus les titres partagés.